# ديانات الفينيقيين
ديانات الفينيقيين كانت ديانة الفينيقيين مجموعة من الطقوس والعبادات تقيمها المدن الفينيقية، وتختلف باختلاف الأمكنة التي تقام فيها، بالرغم من اشتراكها جميعًا في النظرة ذاتها للاله وللظواهر الكونيّة والطبيعيّة. وكانت طقوس عبادتهم منبثقة عن حياتهم الزراعية وعن اعتمادهم في معيشتهم على الفلاحة وتربية المواشي. وليتمكن الإنسان الفينيقي من مخاطبة القوى المتحكمة بالكون ومخاطره ويستدر عطفها، أضفى على الطبيعة وظاهراتها صفات إنسانيّة وجعلها قريبة منه يسترحمها ويطلب حمايتها ويقدم لها الهدايا والقرابين ليسترضيها بها. وأوجد سلسلة من العبادات ليؤثر بها على هذه الطبيعة.
كانت آلهتهم تمر في التحولات ذاتها التي تمر فيها الطبيعة، فمقتل الإله موت على يد الربة أنات كان يعني الاحتفال بانتهاء الحصاد، واحتفالات أدونيس كانت تحدث أيضًا في نهايته، بين حزيران وتموز، وعند انتهاء هذا الموسم في الخريف كانت تقام احتفالات استجلاب المطر.
وكان الإله الشاب يعبر عندهم عن حياة الطبيعة التي تستيقظ في بداية كل عام في الربيع، وكان موته وبعثه من جديد يمثلان التطورات التي تحدث في الطبيعة المحيطة بالإنسان والتي تظهر له وكأنها سلسة لا تنقطع من ولادة وموت عاكسة آماله باستمرار الحياة الإنسانية بعد الموت، أو ببعثها.

## معتقداتهم

### الخليقة عند الفنيقيين
كانت بداية الأشياء كلها هواء معتكرًا وعاصفًا، دون حدود، امتزج بالفوضى المظلمة. وعندما بدأت الرياح تحب مكوناتها أي الهواء والفوضى، نتج عنها كائن دعي الشوق، تسبّب بولادة موت على شكل مادّة مائيّة موحلة حوَت في ذاتها بذور الخليقة كلها، وقد أدى ذلك إلى نشوء مخلوقات لاواعية توالدت وأنجبت مخلوقات مفكّرة واعية دعيت زوفاشميم، أي المتطلعة إلى السماء.
وعن الوحل الأول انبثقت الشمس والقمر والنجوم ومجموعات الكواكب كلها ومن توهج الأرض واليم نجمت رياح وسحب وسقوط أمطار كثيرة. ومن حرارة الشمس الحارقة نشأ البرق والرعد، ومن قصف الرعد استفاقت المخلوقات وأخذت تتحرك على الأرض وفي البحر، رجالاً ونساءً.
وتولدت بعدها مخلوقات فانية دعيت: النار والنور واللهب وأوجدت هذه المخلوقات النار وعلـّمت طريقة استعمالها، وأنجب هؤلاء الثلاثة أبناءً فاقوهم في كبر القامة والمهارة، وبأسمائهم دعيت الجبال التي كانوا أسياده، فسمّي جبل الطور ولبنان ولبنان الشرقي (أنتيلبانون) وحرمون (براتي) نسبة لهم.
ومن هؤلاء انحدر شميم رومس الذي يدعى أيضًا هبسورانيوس (السماء العالية) وأوزوس. وسكن شميم رومس في صور (البريّة) وبنى أكواخًا من الغزار والبردي، واختلف مع شقيقة اوزوس الذي كان أول من صنع ثيابًا من جلود الحيوانات التي يصطادها.
وعدما هبّت عواصف قويّة وتسببت باحتكاك الأشجار ببعضها، نشب حريق كبير أتى على الغابة قرب صور، فأخد أوزوس شجرة نزع عنها أغصانها ونزل بها إلى البحر، وكان أول إنسان يتجرأ على النزول إلى البحر والسفر عليه. وعندما وصل إلى جزيرة صور نصب فيها عمودين للنار والهواء وقدم لهما قرابين من دماء الحيوانات التي يصطادها. وبعد موت الاثنين نصبت ذريتهما أعمدة يقدسونها، كما أنهم كانوا يحتفلون بذكراهما ويقيمان لهما الأعياد السنوية.
وبعدها بأزمنة طويلة انحدر من نسل شميم رومس أغريوس وهاليوس مبتكري فن صيد البر وصيد البحر، ومنهما انحدر أخوان كانا أول من اكتشف الحديد وطرق استعماله. وكان خوسر (الماهر الحاذق) يستعمل عبارات سحريّة ويهتم بالوحي، وقد ابتكر سنارة الصيد والطعم وخيط الصيد والزورق، وكان أول من سافر بسفينة في البحر، ولذا كُرم كإله، وأطلق عليه زفس اسم مليخيوس (الملاح).
وحكم على البلاد عشترت الكبرى وزفس دامورس حسب إرادة كرونوس (إيل). وجعلت عشترت رأس الثور على رأسها رمزًا لحكمها وسيطرتها، وعندما تجولت في المسكونة عثرت على نجم هوى من السماء، فأخذته معها إلى صور، الجزيرة المقدسة.
وعد حصول قحط ومجاعة رفع الناس أيديهم إلى السماء معتبرينها إله الكون الوحيد داعينها بعل شميم (بعل السماء).
وحسب رأي سكنيتن لم يكن لآلهة فينيقيا ـ ولا لغيرها ـ أي وجود حقيقي، بل كانت إما أجسامًا طبيعيّة مؤلّهة كالاجرام السماوية والجبال، أو بشرًا كان لهم أهمية سياسية أو اجتماعية عند أبناء بيئتهم فرفعهم هؤلاء بعد موتهم إلى مصاف الآلهة.

### طقوس عباداتهم
ليس لدينا إلا معلومات قليلة ومتفرّقة عن طقوس العبادة ومراسيمها عند الفينيقيين ومنها أن من يضحّي للآلهة ويدخل إلى باحة الهيكل، كان عليه أن يتطهّر ويستبدل ثيابه الدنيوية بأخرى جديدة، وكانت الخنازير تبعد عن هيكل ملقرت لئلا تدنسه بقربها. ومن المؤكد أن هناك أساسًا أسطوريًا لدعوة الشهر الخامس، الذي يموت فيه الإله (ويبدأ فيه الحصاد) باسم حزيران، أي شهر الخنزير.
وكان يعتقدون أن للإنسان نفسًا مسؤولة عن القسم الحيواني من صاحبها، وروحًا مسؤولة عن النواحي العقلية عنده، وكانت النفس في معتقدهم ـ تبقى مع الجسد عند موت صاحبها.وكان الإله يظهر لعابديه كأب أو أم أو أخ أو قريب وأحيانًا كسيّد أو ملك، ومن الصفات التي كانوا يطلقونها على آلهتهم، كما وردت في كتاباتهم:
| ديانات الفينيقيين | الاله متعال وعظيم وقوي، وهو يعلم ويعمل ويسمع ويبني ويعطي ويرجع للحياة ويقدر المصير ويحاسب، وهو عادل ورحيم يسمع الاستغاثة ويخلّص ويحمي وينقذ ويحرر ويساعد ويجير ويبارك». | ديانات الفينيقيين |

وكانت العفّة والامتناع عن الزواج مفروضة على كهنة عشتروت، إلهة الخصب وكاهناتها. وفي معابدها وهياكلها كان يتم البغاء المقدس، فتضحي العذارى ببكورتهن لهذه الربة، ويستلمن مقابلها أجرًا يقدمنه لهيكلها.

## آلهة الفنيقيين

### آلهة المدن
وكان لكل مدن فينيقيا آلهتها وربّاتها، ومن بينها ثلاثي كان يمتاز عن غيره بأهميته وبالروابط الخاصة التي تربطه بالمدينة: إله مسنّ سيّد المدينة ويمثل السلطة والحكمة، وربّة أنثى لها صفات الأمومة والحياة وإله فتي يرمز للنبات الذي ينبثق عن هذه الأم، ثم يموت ليُبعث حيًا في السنة التالية.

#### آلهة جبيل

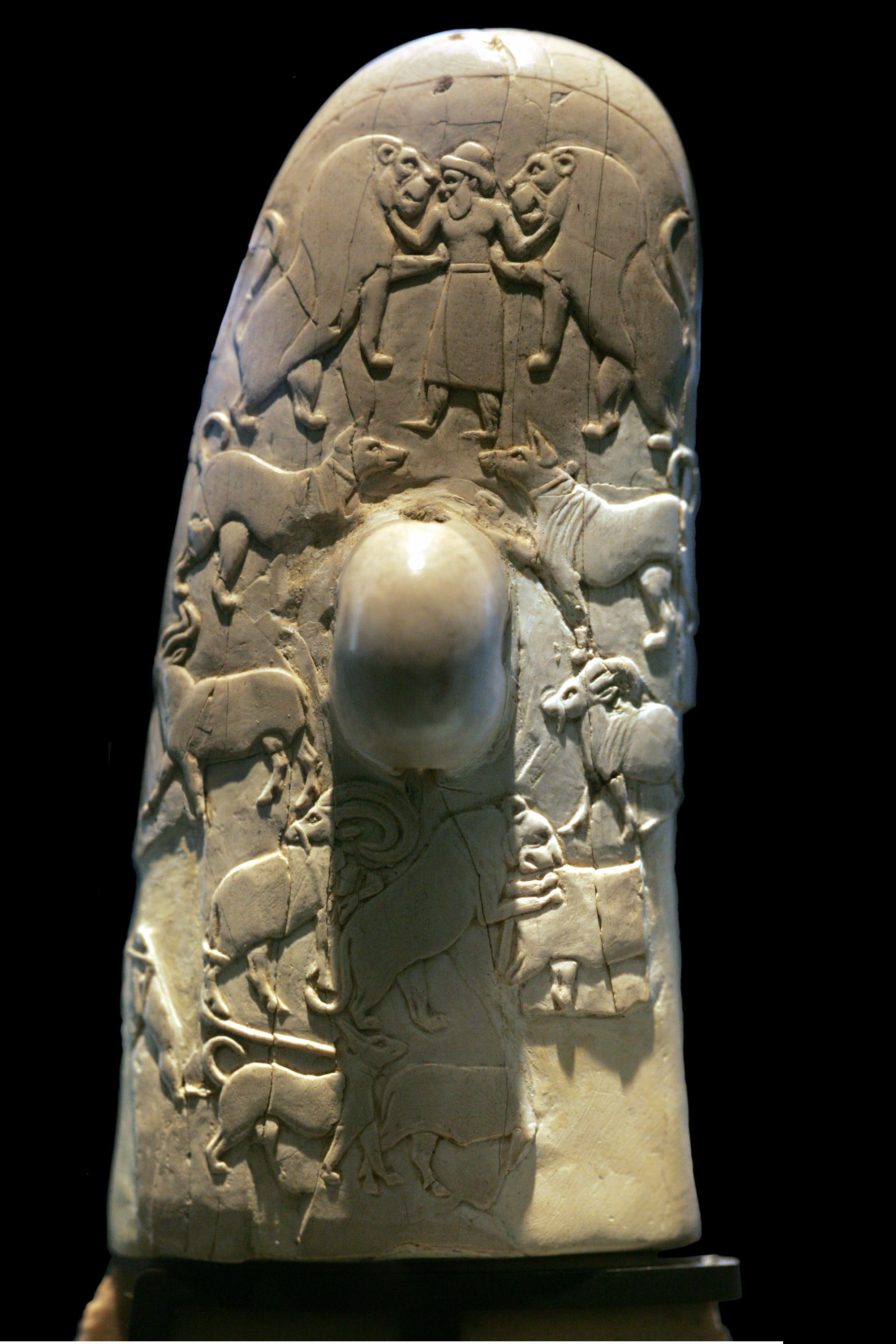
الإله إل بين أسدين، الصورة من الجهة الخلفية لمقبض سكين جبل العركى

وكان إل الإله المسن في جبيل، والأنثى كانت بعلة جبيل. وتقول الأسطورة أن بعلة جبيل حلّت محل إيل في تزعم المدينة فأصبحت سيّدتها، وقدم ملوك جبيل والفراعنة ولاءهم لها. وكان الإله الفتى لجبيل هو أدونيس.

#### آلهة صيدون
في مدينة صيدون كان بعل صيدون هو الإله المسن وعشتروت الربة الأنثى واشمون الذي كان ـ كأدونيس ـ إلهًا فتيًا يحتفل بموته وببعثه كلَّ سنة، ثم أصبح فيما بعد إله الشفاء في فينيقيا كلّها.

#### آلهة صور
وكان ثلاثي الهة صور مؤلفًا من إله السماء بعل شميم ومن عشتروت أم الآلهة والبشر والنبات، واهبة الحياة للطبيعة، ومن ملقرت الفتي الشاب سيد المدينة وملكها.

### آلهة الطبيعة
وإلى جانب كل ثلاثي كان هناك آلهة أخرى تمثل قوى الطبيعة ومظاهرها. فكان هدد إله البرق والرعد إذا كان راضيا نزل المطر وأخصب الأرض، وإذا كان غاضبا أحدث الفيضانات التي تهلك الزرع والماشية. وموت هو إله الحر والصيف والحصاد. وكان هناك الربّة تدعى شمش (أي الشمس) والآلهة يم ويوم وشَهَر (أي القمر). وكان هناك الهة للجبال ومنها بعل لبنان لجبال لبنان وبعل كاسيوس للجبل الأقرع، وبعل صافون وبراتي لجبل حرمون.

### بعل شميم

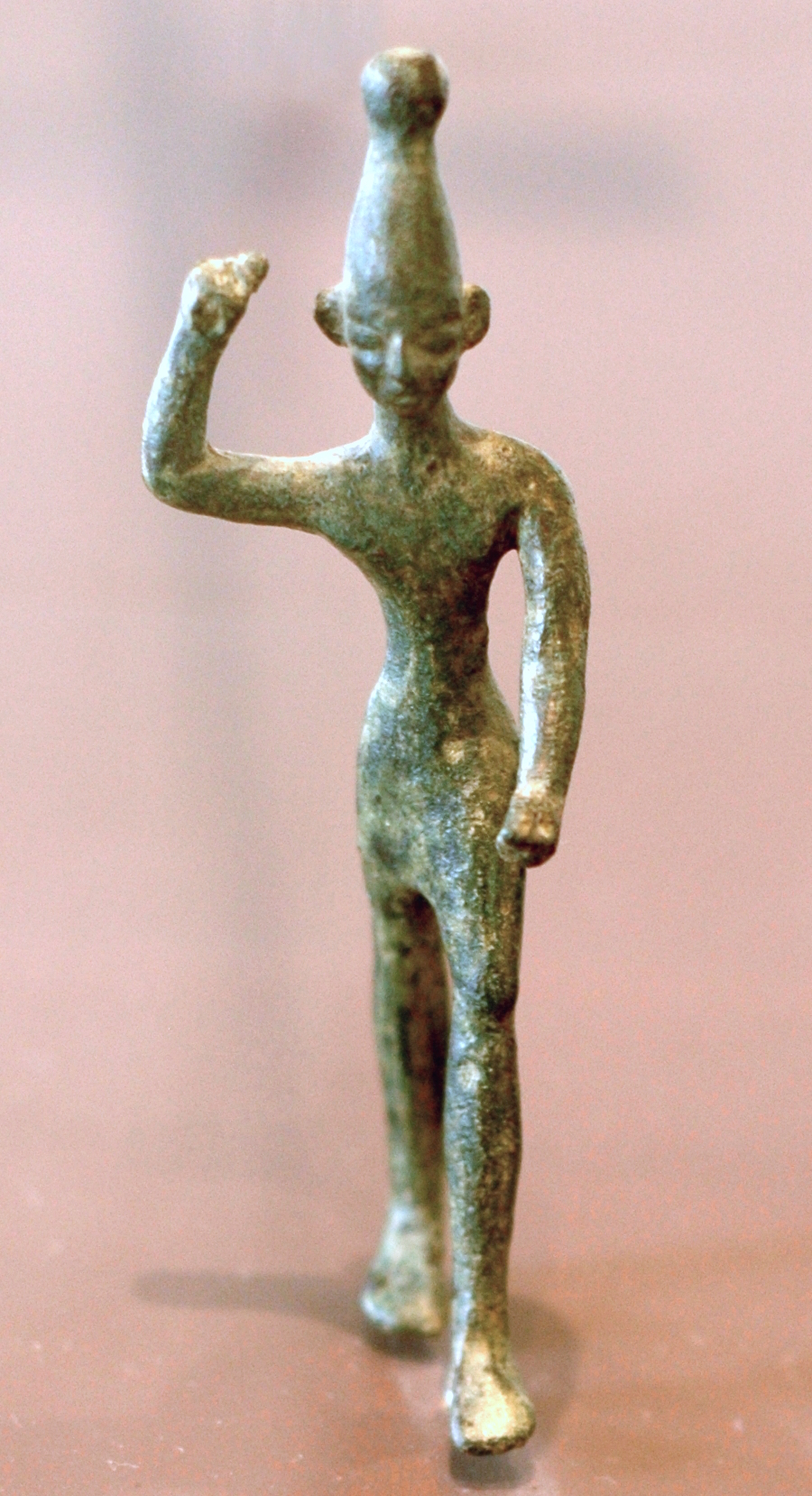
تمثال برونزي للإله بعل وهو يرفع ذراعه اليمنى

واستعملت الآلهة كشواهد في المعاهدات كشواهد على احترام المعاهدة. فمثلا’ ذكر أسرحدون في معاهدته مع بعل ملك صور (677 ق.م) الإلهبعل شميم إله السماء والذي كان يحظى باحترام كبير وكان له السيطرة على الرياح والأمواج وكان يعاقب من يخلّ بالاتفاقيّة باحلال الكوارث على سفنه. وذكر أيضا بعل صافون وملقرت وأشمون وعشترت.
وقد جمع بعل شميم في ذاته صفات إيل (أبي الآلهة) كما تنافس مع إله العواصف والصواعق والإله ويم إله البحر، وانتشرت عبادته من فينيقيا وحتى بلاد الآراميين.
وكان بعل شميم عند الصوريين إله الكون بأجمعه، مرتبطًا أقل من غيره من الآلهة بالاعتبارات المحلية أو السياسية: القبيلة أو المدينة أو الشعب، كما كانت هي الحال بين آلهة ذلك العهد، ولذا انتشرت عبادته بسرعة وامتدت من بلاد ما بين النهرين في الشرق، حتى سردينيا في الغرب.
وبعل شميم هو الذي جلب الصوريون عبادته إلى إسرائيل في القرن التاسع ق.م. والذي أقام له أخاب «مذبحاً في بيت البعل الذي بناه في السامرة» ثم عبده وسجد له (1مل 16: 32)
ويجزم بعض العلماء أن سليمان الحكيم استعار بعض صفات بعل شميم عند وصفه ليهوه[بحاجة لمصدر]. كما أن استعمال الملائكة والبحر في تزيين هيكل همأخوذة عن زخرفات هيكل وبعل شميم.
ويذكر الكتاب المقدس هذا البعل الذي جلبت عبادته من صور، اثنين وعشرين مرّة (في سفري الملوك الأول والثاني)، وكانت ايزابل ابنة ايتوبعل الصوري وزوجة أخاب ملك إسرائيل، وابنتها عتليا زوجة أخزيا ملك يهوذا تشجعان عبادته وتساعدان على نشرها بكل الوسائل.
وكان هو الإله الذي حاول أنطيوخس أبيفانس الرابع أن يفرض عبادته على اليهود 
| ديانات الفينيقيين | ويرتدوا عن شريعة آبائهم ويدنس هيكل أورشليم ويجعله على اسم زفس الأولمبي، ويجعل هيكل جرزيم على اسم زفس مؤوي الغرباء | ديانات الفينيقيين |

.

#### عشترت

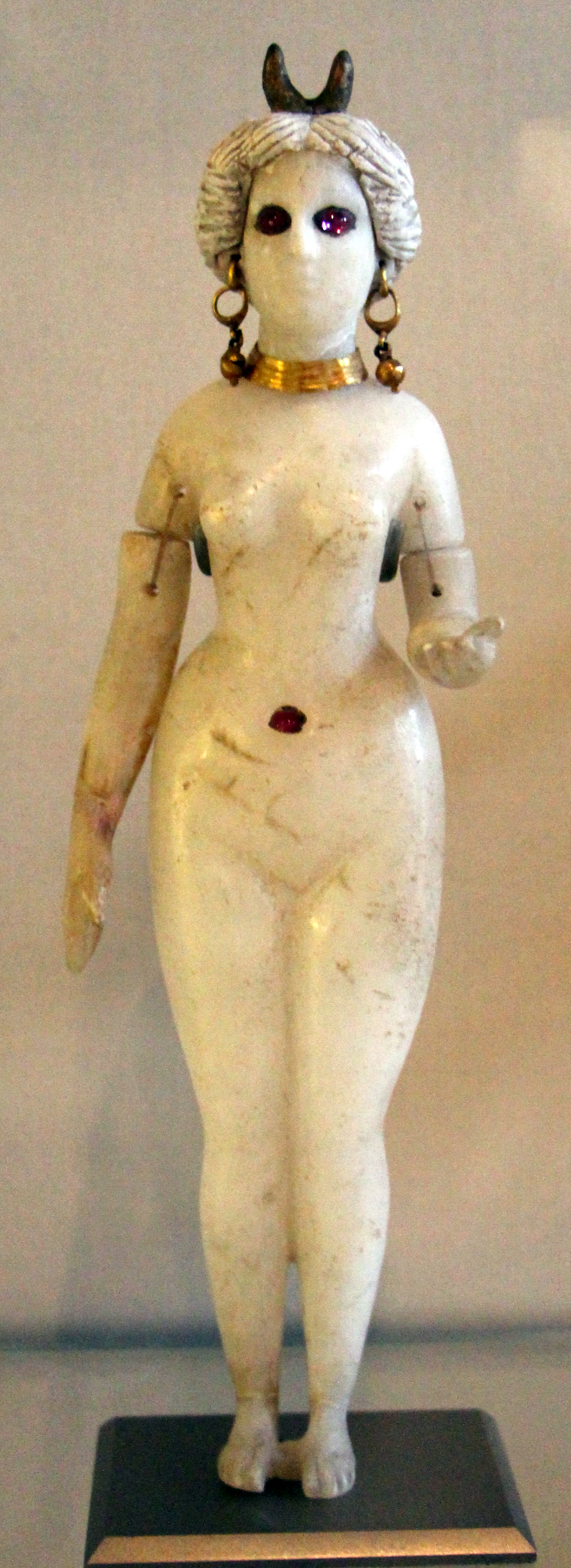
تمثال عشتار في متحف اللوفر

أما عشترت، فكانت ربة الصوريين الرئيسيّة، وقد حمل المهاجرون الصوريون عبادتها عبر البحار إلى جميع الأنحاء: مصر وقبرص ومالطا وصقلية وسردينيا وقرطاجة ويصفها الكتاب المقدس بالالهة الغريبة وإلهة الصيدونيين. ومن كتابات العهد القديم نعلم أن عبادتها كانت منتشرة بين الإسرائيليين الذين «تركوا الرب وعبدوا البعل وعشتروت» (قض 10: 6)، (1صم 12: 10)وأن سليمان عبَدَها "فذهب وراء عشتروت إلاهة الصيدونيين وشيّد "المرتفعات التي بناها"... لعشتروت (1مل 11: 4 ـ 8)، كما كان لها هياكل في بلاد الفلسطينيين.
- وتروي الأسطورة أن عشترت اختفت مرة في الظلام في أول الشهر القمري فلحق بها ملقرت إلى الغرب باحثا عنها وأرجعها إلى صور.
- وفي أسطورة ثانية، شاهد الصوريون ذات ليلة في منتصف الليل شعاعًا ساطعًا ينتشر في أجواء صور وينير المدينة، فهبوا من رقادهم متراكضين إلى الشاطئ، وإذا هم أمام صبية رائعة الجمال تخرج من بين الأمواج وتنشر معها النور والسرور: كانت تلك عشتروت، بعد جولتها في المسكونة ورجوعها إلى الجزيرة المقدّسة، صور.

#### ملقرت
ملقرت كان بعل صور الذي دمجه الإغريق بإلههم هرقل وأضفوا عليه الكثير من صفات ملقرت ومن شخصيّته. وفي زمن عظمة الجزيرة وازدهارها أصبح ملقرت أكبر إله فيها ونال لقب ملك المدينة ـ ملك-قرت ـ واسمه يُظهر بجلاء دوره في إدارة المدينة وشؤون أهلها.